# Jonathan Frakes
Jonathan Scott Frakes (ur. 19 sierpnia 1952 w Bellefonte) – amerykański aktor, autor i reżyser pochodzenia niemieckiego i angielskiego. Występował w roli Williama Rikera w serialu Star Trek: Następne pokolenie oraz w filmach długometrażowych serii Star Trek.

## Życiorys

### Wczesne lata
Urodził się w Bellefonte w stanie Pensylwania jako syn Doris J. (z domu Yingling) i profesora doktora Jamesa R. Frakesa. Wychowywał się z siostrą Anną Bellą w Bethlehem, gdzie w 1970 ukończył Liberty High School, prowadził i grał w Liberty High School Grenadier Band. W 1974 otrzymał tytuł licencjata sztuk pięknych w dziedzinie sztuk teatralnych na Uniwersytecie Stanowym Pensylwanii, gdzie był członkiem Thespians. W 1976 ukończył studia magisterskie na Harvardzie. 

### Kariera
W latach 70. pracował dla Marvel Comics, pojawiając się na konwentach w kostiumach jako Kapitan Ameryka. Wkrótce przeniósł się do Nowego Jorku i został członkiem Impossible Ragtime Theater. Zagrał swój pierwszy występ na Broadwayu w przedstawieniu Eugene’a O’Neilla The Hairy Ape i musicalu Shenandoah. W tym samym czasie dostał rolę w operze mydlanej NBC The Doctors. Potem przeniósł się do Los Angeles i gościnnie występował w wielu popularnych serialach telewizyjnych lat 70. i 80., w tym Aniołki Charliego, The Waltons, Diukowie Hazzardu, Matlock czy Posterunek przy Hill Street. Wystąpił w roli Charlesa Lindbergha w jednym z odcinków serialu NBC Voyagers! (1983) z Jonem-Erikiem Hexumem. Gościł też w operach mydlanych: NBC Bare Essence (1983) jako Marcus Marshall, ABC Papierowe lalki (Paper Dolls, 1984) jako Sandy Parris i CBS Falcon Crest (1985) jako Damon Ross.
28 maja 1988 ożenił się z aktorką Genie Francis, którą poznał na planie miniserialu Północ Południe. Mają dwójkę dzieci: syna Jamesona Ivora (ur. 20 sierpnia 1994) i córkę Elizabeth Francis (ur. 30 maja 1997).
Był producentem serialu Roswell: W kręgu tajemnic w którym zagrał także samego siebie w odcinkach „The UFO Convention” (sezon 1) i „Secrets and Lies” (sezon 3).

## Filmografia

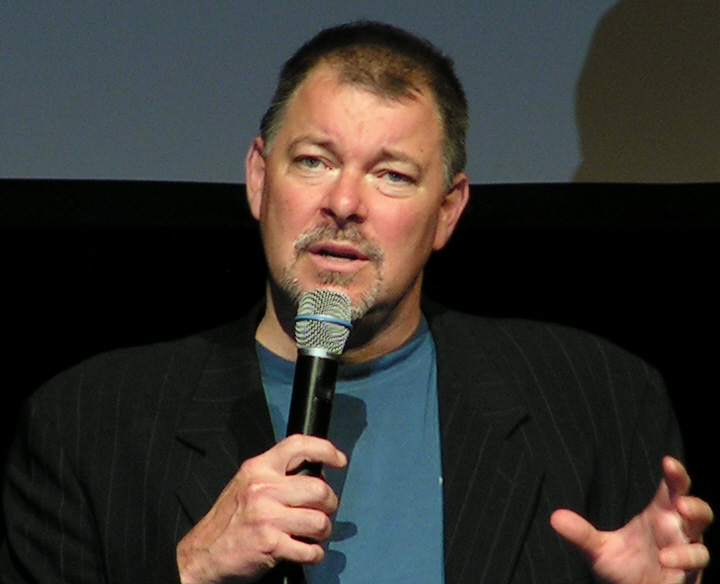
Jonathan Frakes (2005)

### Jako aktor
| Filmy |                               |                             |                                                   |                          |                         |
| Rok   | Tytuł oryginalny              | Tytuł polski                | Rola                                              | Uwagi                    | Źr                      |
| 1994  | Camp Nowhere                  | Obóz marzeń                 | Bob Spiegel                                       |                          | [ 6 ] [ 7 ] [ 8 ]       |
| 1994  | Star Trek Generations         | Star Trek: Pokolenia        | komandor William T. Riker                         |                          | [ 6 ] [ 7 ] [ 8 ] [ 9 ] |
| 1995  | Time Travel Through the Bible | –                           | (w roli samego siebie) / gospodarz                |                          | [ 6 ] [ 8 ] [ 10 ]      |
| 1996  | Star Trek: First Contact      | Star Trek: Pierwszy kontakt | komandor William T. Riker                         |                          | [ 6 ] [ 8 ] [ 9 ]       |
| 1998  | Star Trek: Insurrection       | Star Trek: Rebelia          | komandor William T. Riker                         |                          | [ 6 ] [ 8 ] [ 9 ]       |
| 2002  | Star Trek: Nemesis            | –                           | komandor/kapitan William T. Riker                 |                          | [ 6 ] [ 8 ] [ 9 ]       |
| 2002  | Clockstoppers                 | Zatrzymani w czasie         | Bystander                                         | niewymieniony w napisach | [ 6 ] [ 7 ] [ 8 ] [ 9 ] |
| 2004  | Thunderbirds                  | –                           | policjant                                         | niewymieniony w napisach | [ 6 ] [ 9 ]             |
| 2011  | The Captains                  | –                           | (w roli samego siebie) / kapitan William T. Riker |                          | [ 6 ]                   |
| 2017  | Devil's Gate                  | Brama piekieł               | szeryf Gruenwell                                  |                          | [ 6 ] [ 8 ] [ 9 ]       |
| 2022  | Catwoman: Hunted              | –                           | King Faraday, Boss Moxie (głos)                   |                          | [ 6 ] [ 8 ] [ 11 ]      |

| Produkcje telewizyjne   |                                                           |                                                   |                                                                                   | |                                 |
| Rok                     | Tytuł oryginalny                                          | Tytuł polski                                      | Rola                                                                              | Uwagi | Źr                              |
| 1977–1978               | The Doctors                                               | –                                                 | Tom Carroll                                                                       | | [ 6 ] [ 7 ] [ 8 ]               |
| 1978                    | Charlie's Angels                                          | Aniołki Charliego                                 | Brad                                                                              | serial telewizyjny, odcinek: „Angel on My Mind”                                                                   | [ 6 ] [ 7 ] [ 8 ] [ 9 ]         |
| 1978                    | Barnaby Jones                                             | –                                                 | David Douglas                                                                     | serial telewizyjny, odcinek: „Stages of Fear”                                                                     | [ 6 ] [ 7 ] [ 8 ]               |
| 1978                    | Fantasy Island                                            | –                                                 | Kirk Wendover                                                                     | serial telewizyjny, odcinek: „The War Games/Queen of the Boston Bruisers”                                         | [ 6 ] [ 7 ] [ 9 ]               |
| 1979                    | The Waltons                                               | –                                                 | Ashley Longworth Jr.                                                              | serial telewizyjny, odcinki: „The Lost Sheep”, „The Legacy”                                                       | [ 6 ] [ 7 ] [ 8 ] [ 9 ]         |
| 1979                    | Eight Is Enough                                           | –                                                 | Chapper                                                                           | serial telewizyjny, odcinek: „Separate Ways”                                                                      | [ 6 ] [ 7 ] [ 8 ] [ 9 ]         |
| 1979                    | The White Shadow                                          | –                                                 | gracz koszykówki                                                                  | serial telewizyjny, odcinek: „One of the Boys”, niewymieniony w napisach                                          | [ 6 ] [ 7 ] [ 8 ]               |
| 1979                    | Beach Patrol                                              | –                                                 | Marty Green                                                                       | film telewizyjny                                                                                                  | [ 6 ] [ 7 ] [ 8 ] [ 9 ]         |
| 1980                    | Here's Boomer                                             | –                                                 | Philip                                                                            | serial telewizyjny, odcinek: „Private Eye”                                                                        | [ 6 ] [ 7 ] [ 8 ]               |
| 1980                    | Beulah Land                                               | –                                                 | Adam Davis                                                                        | serial telewizyjny, odcinki: 2, 3                                                                                 | [ 6 ] [ 7 ] [ 8 ] [ 9 ]         |
| 1980                    | The Night the City Screamed                               | –                                                 | Richard Hawkins                                                                   | film telewizyjny                                                                                                  | [ 6 ] [ 7 ] [ 8 ] [ 9 ]         |
| 1981                    | The Dukes of Hazzard                                      | Diukowie Hazzardu                                 | Jamie Lee Hogg                                                                    | serial telewizyjny, odcinek: „Mrs. Daisy Hogg”                                                                    | [ 6 ] [ 7 ] [ 8 ] [ 9 ]         |
| 1981                    | Harper Valley PTA                                         | –                                                 | Clutch Breath                                                                     | serial telewizyjny, odcinek: „Low Noon”                                                                           | [ 6 ] [ 7 ] [ 8 ]               |
| 1982                    | Hart to Hart                                              | Państwo Hart                                      | Adam Blake                                                                        | serial telewizyjny, odcinek: „Harts and Palms”                                                                    | [ 6 ] [ 7 ] [ 8 ]               |
| 1982                    | Hill Street Blues                                         | Posterunek przy Hill Street                       | diler narkotykowy                                                                 | serial telewizyjny, odcinek: „Of Mouse and Man”                                                                   | [ 6 ] [ 7 ] [ 8 ]               |
| 1982                    | Quincy, M.E.                                              | –                                                 | Leon Bohannon / chirurg                                                           | serial telewizyjny, 2 odcinki                                                                                     | [ 6 ] [ 7 ] [ 8 ] [ 9 ]         |
| 1982                    | Voyagers!                                                 | –                                                 | Charles Lindbergh                                                                 | serial telewizyjny, odcinek: „An Arrow Pointing East”                                                             | [ 6 ] [ 7 ] [ 8 ]               |
| 1983                    | Bare Essence                                              | –                                                 | Marcus Marshall                                                                   | serial telewizyjny                                                                                                | [ 6 ] [ 7 ] [ 9 ]               |
| 1984                    | Highway to Heaven                                         | Autostrada do nieba                               | Arthur Krock, Jr.                                                                 | serial telewizyjny, odcinek: „A Devine Madness”                                                                   | [ 6 ] [ 7 ] [ 8 ]               |
| 1984                    | Five Mile Creek                                           | –                                                 | Adam Scott                                                                        | serial telewizyjny, odcinek: „Gold Fever”                                                                         | [ 6 ] [ 7 ] [ 8 ]               |
| 1984                    | The Fall Guy                                              | –                                                 | Connors                                                                           | serial telewizyjny, odcinek: „Always Say Always”                                                                  | [ 6 ] [ 7 ] [ 8 ] [ 9 ]         |
| 1985                    | The Twilight Zone                                         | Strefa mroku                                      | samotny facet                                                                     | serial telewizyjny, odcinek: „But Can She Type?”                                                                  | [ 6 ] [ 8 ] [ 9 ]               |
| 1985                    | North and South                                           | Północ-Południe                                   | Stanley Hazard                                                                    | miniserial telewizyjny                                                                                            | [ 6 ] [ 7 ] [ 8 ] [ 9 ]         |
| 1986                    | Dream West                                                | Sen o Dzikim Zachodzie                            | porucznik Archibald Gillespie                                                     | miniserial telewizyjny                                                                                            | [ 6 ] [ 7 ] [ 8 ]               |
| 1986                    | Matlock                                                   | –                                                 | D.A. Park                                                                         | serial telewizyjny, odcinek: „The Angel”                                                                          | [ 6 ] [ 7 ] [ 8 ] [ 9 ]         |
| 1987–1994               | Star Trek: The Next Generation                            | Star Trek: Następne pokolenie                     | komandor William T. Riker                                                         | serial telewizyjny, 176 odcinków (aktor wcielił się także w duplikat komandora Rikera w odcinku „Second Chances”) | [ 6 ] [ 7 ] [ 8 ] [ 9 ] [ 12 ]  |
| 1988                    | Reading Rainbow                                           | –                                                 | (w roli samego siebie)                                                            | serial telewizyjny, odcinek: „The Bionic Bunny Show”                                                              |                                 |
| 1994                    | Wings                                                     | Skrzydła                                          | Gavin Rutledge                                                                    | serial telewizyjny, odcinek: „All's Fare”                                                                         | [ 6 ] [ 7 ] [ 8 ] [ 9 ]         |
| 1994                    | Star Trek: Deep Space Nine                                | Star Trek: Stacja kosmiczna                       | porucznik Thomas Riker                                                            | serial telewizyjny, odcinek: „Defiant”                                                                            | [ 6 ] [ 7 ] [ 8 ] [ 9 ] [ 12 ]  |
| 1994                    | Journey's End: The Saga of Star Trek: The Next Generation | –                                                 | gospodarz                                                                         | dokument | [ 13 ]                          |
| 1994–1996               | Gargoyles                                                 | Gargulce                                          | David Xanatos, Coyote (głos)                                                      | serial telewizyjny                                                                                                | [ 6 ] [ 8 ] [ 9 ] [ 12 ] [ 14 ] |
| 1995                    | Lois & Clark: The New Adventures of Superman              | Nowe przygody Supermana                           | Tim Lake                                                                          | serial telewizyjny, odcinek: „Don't Tug on Superman's Cape”                                                       | [ 6 ] [ 8 ]                     |
| 1995                    | Cybill                                                    | –                                                 | (w roli samego siebie)                                                            | serial telewizyjny, odcinek: „Starting on the Wrong Foot”                                                         | [ 6 ] [ 7 ] [ 8 ]               |
| 1995                    | Alien Autopsy: Fact or Fiction?                           | Autopsja kosmity                                  | gospodarz / narrator                                                              | |                                 |
| 1996                    | Star Trek: Voyager                                        | –                                                 | komandor William T. Riker                                                         | serial telewizyjny, odcinek: „Death Wish”                                                                         | [ 6 ] [ 7 ] [ 8 ] [ 9 ]         |
| 1998–2002, 2021–obecnie | Beyond Belief: Fact or Fiction                            | –                                                 | (w roli samego siebie)                                                            | 45 odcinków |                                 |
| 1999                    | Roswell                                                   | Roswell: W kręgu tajemnic                         | (w roli samego siebie)                                                            | serial telewizyjny, odcinek: „The Convention”                                                                     | [ 6 ] [ 7 ] [ 9 ]               |
| 1999                    | Dying to Live                                             | Nauczka z zaświatów                               | Will                                                                              | film telewizyjny                                                                                                  | [ 6 ] [ 7 ] [ 8 ] [ 9 ]         |
| 2000                    | 3rd Rock from the Sun                                     | Trzecia planeta od Słońca                         | Larry McMichael                                                                   | serial telewizyjny, odcinek: „Gwen, Larry, Dick and Mary”                                                         | [ 6 ] [ 7 ] [ 8 ] [ 9 ]         |
| 2000                    | Ghosts: Caught on Tape                                    | –                                                 | narrator                                                                          | | [ 8 ] [ 15 ]                    |
| 2002                    | Futurama                                                  | –                                                 | (w roli samego siebie) (głos)                                                     | serial telewizyjny, odcinek: „Where No Fan Has Gone Before”                                                       | [ 6 ] [ 7 ] [ 8 ] [ 14 ]        |
| 2005                    | Star Trek: Enterprise                                     | –                                                 | komandor William T. Riker                                                         | serial telewizyjny, odcinek: „These Are the Voyages...”                                                           | [ 6 ] [ 8 ] [ 9 ] [ 12 ]        |
| 2005, 2009              | Family Guy                                                | Głowa rodziny                                     | komandor William T. Riker / (w roli samego siebie) (głos)                         | serial telewizyjny, 2 odcinki                                                                                     | [ 6 ] [ 8 ] [ 9 ]               |
| 2006                    | The Librarian: Return to King Solomon's Mines             | Bibliotekarz II: Tajemnice kopalni króla Salomona | mąż Debry                                                                         | film telewizyjny                                                                                                  | [ 6 ] [ 8 ] [ 9 ]               |
| 2008                    | The Librarian: Curse of the Judas Chalice                 | Bibliotekarz III: Klątwa kielicha Judasza         | puzonista w orkiestrze marszowej                                                  | film telewizyjny, niewymieniony w napisach                                                                        | [ 6 ] [ 8 ] [ 9 ]               |
| 2009                    | That's Impossible                                         | –                                                 | narrator                                                                          | | [ 6 ] [ 8 ]                     |
| 2009                    | Leverage                                                  | Uczciwy przekręt                                  | pacjent w ortezie szyi                                                            | serial telewizyjny, odcinek: „The Snow Job”, niewymieniony w napisach                                             | [ 6 ] [ 9 ]                     |
| 2010                    | Criminal Minds                                            | Zabójcze umysły                                   | dr Arthur Malcolm                                                                 | serial telewizyjny, odcinek: „The Uncanny Valley”                                                                 | [ 6 ] [ 7 ] [ 8 ] [ 9 ]         |
| 2010                    | NCIS: Los Angeles                                         | Agenci NCIS: Los Angeles                          | dowódca Marynarki Wojennej, dr Stanfill                                           | serial telewizyjny, odcinek: „Disorder”                                                                           | [ 6 ] [ 7 ] [ 8 ] [ 9 ]         |
| 2011                    | The Super Hero Squad Show                                 | Super Hero Squad                                  | High Evolutionary (głos)                                                          | serial telewizyjny, odcinek: „The Devil Dinosaur You Say!”                                                        | [ 6 ] [ 8 ] [ 12 ]              |
| 2012                    | Leverage                                                  | Uczciwy przekręt                                  | nieoceniony mężczyzna w tle w Komisji ds. Bezpieczeństwa Produktów Konsumpcyjnych | serial telewizyjny, odcinek: „The Toy Job”, niewymieniony w napisach                                              | [ 6 ] [ 9 ]                     |
| 2012                    | Castle                                                    | –                                                 | fan Richarda Castle'a, który podpisuje swoją książkę                              | serial telewizyjny, odcinek: „The Final Frontier”, niewymieniony w napisach                                       | [ 6 ] [ 7 ] [ 8 ] [ 9 ]         |
| 2013                    | Adventure Time                                            | Pora na przygodę!                                 | dorosły Finn (głos)                                                               | serial telewizyjny, 2 odcinki                                                                                     | [ 6 ] [ 8 ] [ 12 ] [ 16 ]       |
| 2014                    | Hit the Floor                                             | –                                                 | Hank                                                                              | serial telewizyjny, odcinek: „Blow Out”                                                                           | [ 6 ] [ 8 ] [ 9 ]               |
| 2016–2019               | Guardians of the Galaxy                                   | Strażnicy Galaktyki                               | J'son (głos)                                                                      | serial telewizyjny, 14 odcinków                                                                                   | [ 6 ] [ 8 ] [ 12 ] [ 14 ]       |
| 2016                    | Miles from Tomorrowland                                   | Miles z przyszłości                               | dziadek Vincent (głos)                                                            | serial telewizyjny, 2 odcinki                                                                                     | [ 6 ] [ 8 ] [ 9 ] [ 12 ]        |
| 2016                    | Future-Worm!                                              | –                                                 | Steak Starbolt (głos)                                                             | serial telewizyjny                                                                                                | [ 7 ] [ 8 ]                     |
| 2016                    | Angie Tribeca                                             | –                                                 | komendant Donald „Don” Van Zandt                                                  | serial telewizyjny, odcinek: „The Coast Is Fear”                                                                  | [ 7 ] [ 8 ]                     |
| 2017                    | B-52: Three Generations                                   | –                                                 | narrator                                                                          | | [ 6 ] [ 8 ]                     |
| 2018                    | After Trek                                                | –                                                 | (w roli samego siebie)                                                            | odcinek 11 |                                 |
| 2019                    | How to Sell Drugs Online (Fast)                           | Jak sprzedawać dragi w sieci (szybko)             | (w roli samego siebie)                                                            | serial internetowy, odcinek: „Life's Not Fair, Get Used to It”                                                    | [ 6 ] [ 8 ]                     |
| 2020, 2023              | Star Trek: Picard                                         | –                                                 | kapitan William T. Riker                                                          | serial telewizyjny, 5 odcinków                                                                                    | [ 6 ] [ 8 ] [ 9 ] [ 12 ] [ 17 ] |
| 2020–2023               | The Ready Room                                            | –                                                 | (w roli samego siebie)                                                            | 7 odcinków | [ 18 ]                          |
| 2020–obecnie            | Star Trek: Lower Decks                                    | –                                                 | kapitan William T. Riker (głos)                                                   | serial telewizyjny, 3 odcinki                                                                                     | [ 6 ] [ 8 ] [ 12 ]              |
| 2020                    | The Astronauts                                            | –                                                 | Rex Dowd                                                                          | serial telewizyjny, 3 odcinki                                                                                     | [ 6 ] [ 8 ] [ 9 ]               |
| 2022                    | Allegedly                                                 | –                                                 | Roger                                                                             | seria podcastów, odcinek „Money Supply”                                                                           | [ 6 ] [ 8 ]                     |

| Gry wideo |                            |              |                        |       |        |
| Rok       | Tytuł oryginalny           | Tytuł polski | Rola                   | Uwagi | Źr     |
| 1995      | Multimedia Celebrity Poker | –            | (w roli samego siebie) |       | [ 19 ] |
| 2017      | XCOM 2: War of the Chosen  | –            | Volk                   |       | [ 6 ]  |

### Jako reżyser
| Filmy |                          |                             |       |                   |
| Rok   | Tytuł oryginalny         | Tytuł polski                | Uwagi | Źr                |
| 1996  | Star Trek: First Contact | Star Trek: Pierwszy kontakt |       | [ 6 ] [ 8 ] [ 9 ] |
| 1998  | Star Trek: Insurrection  | Star Trek: Rebelia          |       | [ 6 ] [ 8 ] [ 9 ] |
| 2002  | Clockstoppers            | Zatrzymani w czasie         |       | [ 6 ] [ 8 ] [ 9 ] |
| 2004  | Thunderbirds             | –                           |       | [ 6 ] [ 8 ] [ 9 ] |

| Produkcje telewizyjne |                                               |                                                   | |                                 |
| Rok                   | Tytuł oryginalny                              | Tytuł polski                                      | Uwagi | Źr                              |
| 1990–1994             | Star Trek: The Next Generation                | Star Trek: Następne pokolenie                     | serial telewizyjny, odcinki: 3.16 – „The Offspring” (1990) 4.07 – „Reunion” (1990) 4.21 – „The Drumhead” (1991) 5.18 – „Cause and Effect” (1992) 6.09 – „The Quality of Life” (1992) 6.20 – „The Chase” (1993) 7.08 – „Attached” (1993) 7.14 – „Sub Rosa” (1994) | [ 6 ] [ 8 ] [ 9 ] [ 14 ]        |
| 1994–1995             | Star Trek: Deep Space Nine                    | Star Trek: Stacja kosmiczna                       | serial telewizyjny, odcinki: 3.02 – „The Search, Part II” (1994) 3.08 – „Meridian” (1994) 3.13 – „Past Tense, Part II” (1995) | [ 6 ] [ 8 ] [ 9 ]               |
| 1995–1996             | Star Trek: Voyager                            | –                                                 | serial telewizyjny, odcinki: 2.03 – „Projections” (1995) 2.07 – „Parturition” (1995) 2.13 – „Prototype” (1996) | [ 6 ] [ 8 ] [ 9 ]               |
| 1996                  | Diagnosis Murder                              | Diagnoza morderstwo                               | serial telewizyjny, odcinek: 3.18 – „Left-Handed Murder” (1996) | [ 6 ] [ 8 ] [ 9 ]               |
| 1999–2001             | Roswell                                       | Roswell: W kręgu tajemnic                         | serial telewizyjny, odcinki: 1.07 – „River Dog” (1999) 1.19 – „Four Square” (2000) 1.21 – „The White Room” (2000) 3.04 – „Secrets and Lies” (2001) 3.08 – „Behind the Music” (2001) | [ 6 ] [ 8 ] [ 9 ]               |
| 2002                  | The Twilight Zone                             | Stefa mroku                                       | serial telewizyjny, odcinek: „The Lineman” (2002) | [ 6 ] [ 8 ] [ 9 ]               |
| 2006                  | The Librarian: Return to King Solomon's Mines | Bibliotekarz II: Tajemnice kopalni króla Salomona | film telewizyjny | [ 6 ] [ 8 ] [ 9 ]               |
| 2007                  | Masters of Science Fiction                    | Mistrzowie science-fiction                        | serial telewizyjny, odcinek: „The Discarded” (2007) | [ 6 ] [ 8 ] [ 9 ]               |
| 2008                  | The Librarian: Curse of the Judas Chalice     | Bibliotekarz III: Klątwa kielicha Judasza         | film telewizyjny | [ 6 ] [ 8 ] [ 9 ]               |
| 2009–2012             | Leverage                                      | Uczciwy przekręt                                  | serial telewizyjny, odcinki: 1.07 – „The Wedding Job” (2009) 1.11 – „The Juror#6 Job” (2009) 2.04 – „The Fairy Godparents Job” (2009) 2.11 – „The Bottle Job” (2010) 3.02 – „The Reunion Job” (2010) 3.06 – „The Studio Job” (2010) 3.13 – „The Morning After Job” (2010) 4.09 – „The Queen's Gambit Job” (2011) 4.12 – „The Office Job” (2011) 4.15 – „The Lonely Hearts Job” (2011) 5.03 – „The First Contact Job” (2012) 5.05 – „The Gimme a K Street Job” (2012) 5.14 – „The Toy Job” (2012) | [ 6 ] [ 8 ] [ 9 ]               |
| 2009                  | Dollhouse                                     | –                                                 | serial telewizyjny, odcinek: 2.04 – „Belonging” (2009) | [ 6 ] [ 8 ] [ 9 ]               |
| 2009–2013             | Castle                                        | –                                                 | serial telewizyjny, odcinki: 2.08 – „Kill the Messenger” (2009) 5.06 – „The Final Frontier” (2012) 5.20 – „The Fast and the Furriest” (2013) | [ 6 ] [ 8 ] [ 9 ]               |
| 2010–2016             | NCIS: Los Angeles                             | Agenci NCIS: Los Angeles                          | serial telewizyjny, odcinki: 1.14 – „LD50” (2010) 2.11 – „Disorder” (2010) 3.16 – „Blye, K.” (2012) 4.10 – „Free Ride” (2012) 5.02 – „Impact” (2013) 8.10 – „Sirens” (2016) | [ 6 ] [ 8 ] [ 9 ]               |
| 2010                  | V                                             | –                                                 | serial telewizyjny, odcinek: 1.07 – „John May” (2010) | [ 6 ] [ 8 ] [ 9 ]               |
| 2010                  | Persons Unknown                               | –                                                 | serial telewizyjny, odcinki: 1.05 – „Incoming” (2010) 1.10 – „Seven Sacrifices” (2010) 1.11 – „And Then There Was One” (2010) | [ 6 ] [ 8 ] [ 9 ]               |
| 2010                  | The Good Guys                                 | –                                                 | serial telewizyjny, odcinki: 1.09 – „Don't Taze Me, Bro” (2010) 1.16 – „Silence of the Dan” (2010) | [ 6 ] [ 8 ] [ 9 ]               |
| 2010–2013             | The Glades                                    | Zbrodnie Palm Glade                               | serial telewizyjny, odcinki: 1.08 – „Marriage Is Murder” (2010) 2.04 – „Moonlighting” (2011) 4.02 – „4.02 – Shot Girls” (2013) | [ 6 ] [ 8 ] [ 9 ]               |
| 2010–2013             | Burn Notice                                   | Tożsamość szpiega                                 | serial telewizyjny, odcinki: 4.14 – „Hot Property” (2010) 5.06 – „Enemy Of My Enemy” (2011) 5.17 – „Acceptable Loss” (2011) 6.09 – „Official Business” (2012) 7.06 – „All or Nothing” (2013) | [ 6 ] [ 8 ] [ 9 ]               |
| 2011                  | Bar Karma                                     | –                                                 | serial telewizyjny, odcinek: 1.09 – „Three Times a Lady” (2011) | [ 6 ] [ 8 ] [ 9 ]               |
| 2013–2015             | Falling Skies                                 | Wrogie niebo                                      | serial telewizyjny, odcinki: 3.09 – „Journey to Xilbalba” (2013) 4.06 – „Door Number Three” (2014) 5.06 – „Respite” (2015) | [ 6 ] [ 8 ] [ 9 ]               |
| 2013                  | King & Maxwell                                | –                                                 | serial telewizyjny, odcinek: 1.08 – „Job Security” (2013) | [ 6 ] [ 8 ] [ 9 ]               |
| 2013                  | Agents of S.H.I.E.L.D.                        | Agenci T.A.R.C.Z.Y.                               | serial telewizyjny, odcinek: 1.08 – „The Well” (2013) | [ 6 ] [ 8 ] [ 9 ]               |
| 2014–2015             | Switched at Birth                             | –                                                 | serial telewizyjny, odcinki: 3.06 – „The Scream” (2014) 4.08 – „Art Like Love is Dedication” (2015) | [ 6 ] [ 8 ] [ 9 ]               |
| 2014                  | Hit the Floor                                 | –                                                 | serial telewizyjny, odcinki: 2.03 – „Behind the Back” (2014) 2.04 – „Full-Court Press” (2014) | [ 6 ] [ 8 ] [ 9 ]               |
| 2014–2017             | The Librarians                                | Bibliotekarze                                     | serial telewizyjny, odcinki: 1.04 – „And Santa's Midnight Run” (2014) 1.06 – „And the Fables of Doom” (2015) 1.10 – „And the Loom of Fate” (2015) 2.06 – „And the Infernal Contract” (2015) 2.08 – „And the Point of Salvation” (2015) 3.05 – „And the Tears of a Clown” (2016) 3.06 – „And the Trial of the Triangle” (2016) 3.09 – „And the Fatal Separation” (2017) 4.04 – „And the Silver Screen” (2017) 4.06 – „And the Graves of Time” (2017)                                              | [ 6 ] [ 8 ] [ 9 ]               |
| 2017–2019             | The Orville                                   | –                                                 | serial telewizyjny, odcinki: 1.05 – „Pria” (2017) 2.12 – „Sanctuary” (2019) | [ 6 ] [ 8 ] [ 9 ]               |
| 2017–2021             | Star Trek: Discovery                          | –                                                 | serial telewizyjny, odcinki: 1.10 – „Despite Yourself” (2018) 2.02 – „New Eden” (2019) 2.09 – „Project Daedalus” (2019) 3.03 – „People of Earth” (2020) 3.08 – „The Sanctuary” (2020) 3.12 – „There Is a Tide...” (2020) 4.06 – „Stormy Weather” (2021) | [ 6 ] [ 8 ] [ 9 ] [ 14 ] [ 20 ] |
| 2018                  | The Arrangement                               | –                                                 | serial telewizyjny, odcinek: 2.9 – „Truth” (2018) | [ 6 ] [ 8 ] [ 9 ]               |
| 2019                  | The Gifted                                    | The Gifted: Naznaczeni                            | serial telewizyjny, odcinek: 2.13 – „teMpted” (2019) | [ 6 ] [ 9 ]                     |
| 2020–obecnie          | Star Trek: Picard                             | –                                                 | serial telewizyjny, odcinki: 1.04 – „Absolute Candor” (2020) 1.05 – „Stardust City Rag” (2020) 2.05 – „Fly Me to the Moon” (2022) 2.06 – „Two of One” (2022) 3.03 - „Seventeen Seconds” (2023) 3.04 - „No Win Scenario” (2023) | [ 6 ] [ 8 ] [ 9 ] [ 14 ]        |
| 2020                  | The Astronauts                                | –                                                 | serial telewizyjny, odcinki: 1.03 – „Day 3” (2020) 1.04 – „Day 21” (2020) | [ 6 ] [ 8 ] [ 9 ]               |
| 2021                  | Leverage: Redemption                          | –                                                 | serial telewizyjny, odcinek: 1.07 – „The Double-Edged Sword Job” (2021) | [ 6 ] [ 8 ]                     |
| 2023                  | Star Trek: Strange New Worlds                 | –                                                 | serial telewizyjny | [ 14 ] [ 21 ]                   |

| Gry wideo |                    |              |       |       |
| Rok       | Tytuł oryginalny   | Tytuł polski | Uwagi | Źr    |
| 1996      | Star Trek: Klingon | –            |       | [ 6 ] |